# Trece balas
Trece balas (inglés:Thirteen Bullets) es una novela de vampiros escrita por el autor David Wellington en Internet en marzo de 2006. 

## Introducción de la trama
Trece balas tiene lugar en Pensilvania en el año 2003, en un escenario similar al mundo real, donde los vampiros y otras criaturas sobrenaturales son fenómenos raros pero aceptados.
La policía Laura Caxton, acompañada por Jameson Arkeley, el único superviviente de un incidente vampírico veinte años antes se reúnen con el último vampiro conocido en custodia para encontrar una solución a una nueva amenaza de los vampiros en el corazón de Pensilvania.

## Los vampiros deTrece balas
Los vampiros de la novela de David Wellington parecen perder todo su aspecto humano tras su transformación en vampiros. Sus orejas se hacen puntiagudas, su cabello se les cae, todos los dientes se vuelven afilados, la piel adquiere un color blanco pálido, sin importar la etnia ni la pigmentación en vida. El vampiro debe dormir en un ataúd durante el día ya que su cuerpo literalmente "muere" cada amanecer y la carne se disuelve en un fluido asqueroso con piel muerta y gusanos. Esta materia se regenera con el crepúsculo, reformando el cuerpo del vampiro con la noche. El daño físico es reparado cada mañana, pero no la atrofia derivada de la falta de sangre.
El método de transmisión del vampirismo es muy diferente del folklore tradicional. Para transferir la maldición es necesario aceptar la invitación del vampiro a la no muerte y entonces suicidarse para renacer.
Los vampiros también tienen el poder de resucitar a sus víctimas de la muerte para crear sirvientes no muertos. Estos "medio muertos" se pudren rápidamente y tienen cuerpos débiles y frágiles. En una escena Arkeley le dice a Caxton que los medio muertos son "cobardes" y fáciles de asustar, aunque parecen mantenerse en su lugar a pesar de sufrir daño en encuentros anteriores. En combate suelen utilizar cuchillos y armas cuerpo a cuerpo ya que son demasiado torpes para utilizar armas de fuego con eficacia.
Los vampiros son casi imparables. Exhiben una velocidad y fuerza superior (lo suficiente para romper una reja de acero con las manos desnudas). Mientras tengan un suministro de sangre pueden curarse heridas graves, incluyendo daños en el cerebro, en sólo unos segundos. La única forma de matar un vampiro es destruir el corazón, protegido por una zona de piel dura como el acero. El vampiro es más débil cuando regurgita sangre -normalmente para alimentar a otro vampiro- y puede potencialmente ser destruido de un solo disparo en ese momento. Arkeley utiliza una pistola Glock23 con balas que se fragmentan dentro del cuerpo del vampiro. Se sugiere que un vampiro con reservas de sangre en su cuerpo podría ser capaz de curar el daño de su corazón lo suficientemente rápido para evitar su muerte.

## Publicación
Trece balas fue editada como libro en el año 2007 por Three Rivers Press. En España fue publicada en enero de 2010 por la editorial Minotauro.